# نجيب أباد
نجيب‌ أباد هي قرية في مقاطعة خوي، إيران. يقدر عدد سكانها بـ 119 نسمة بحسب إحصاء 2016.